# Castetpugon
Castetpugon (en béarnais Castètpugoû) est une commune française, située dans le département des Pyrénées-Atlantiques en région Nouvelle-Aquitaine.
Le gentilé est Castetpugonais.

## Géographie

### Localisation
La commune de Castetpugon se trouve dans le département des Pyrénées-Atlantiques, en région Nouvelle-Aquitaine.
Elle se situe à 40 km par la route de Pau, préfecture du département, et à 29 km de Serres-Castet, bureau centralisateur du canton des Terres des Luys et Coteaux du Vic-Bilh dont dépend la commune depuis 2015 pour les élections départementales. 
La commune fait en outre partie du bassin de vie de Garlin.
Les communes les plus proches sont : 
Moncla (2,3 km), Mascaraàs-Haron (2,4 km), Baliracq-Maumusson (2,7 km), Garlin (3,3 km), Tadousse-Ussau (3,6 km), Portet (4,0 km), Projan (4,3 km), Sarron (5,0 km).
Sur le plan historique et culturel, Castetpugon fait partie de la province du Béarn, qui fut également un État et qui présente une unité historique et culturelle à laquelle s’oppose une diversité frappante de paysages au relief tourmenté.

### Communes limitrophes
Les communes limitrophes sont  Baliracq-Maumusson, Garlin, Mascaraàs-Haron, Moncla et Portet.
|                    | Moncla          |        |
| Garlin             | Castetpugon     | Portet |
| Baliracq-Maumusson | Mascaraàs-Haron |        |

### Hydrographie

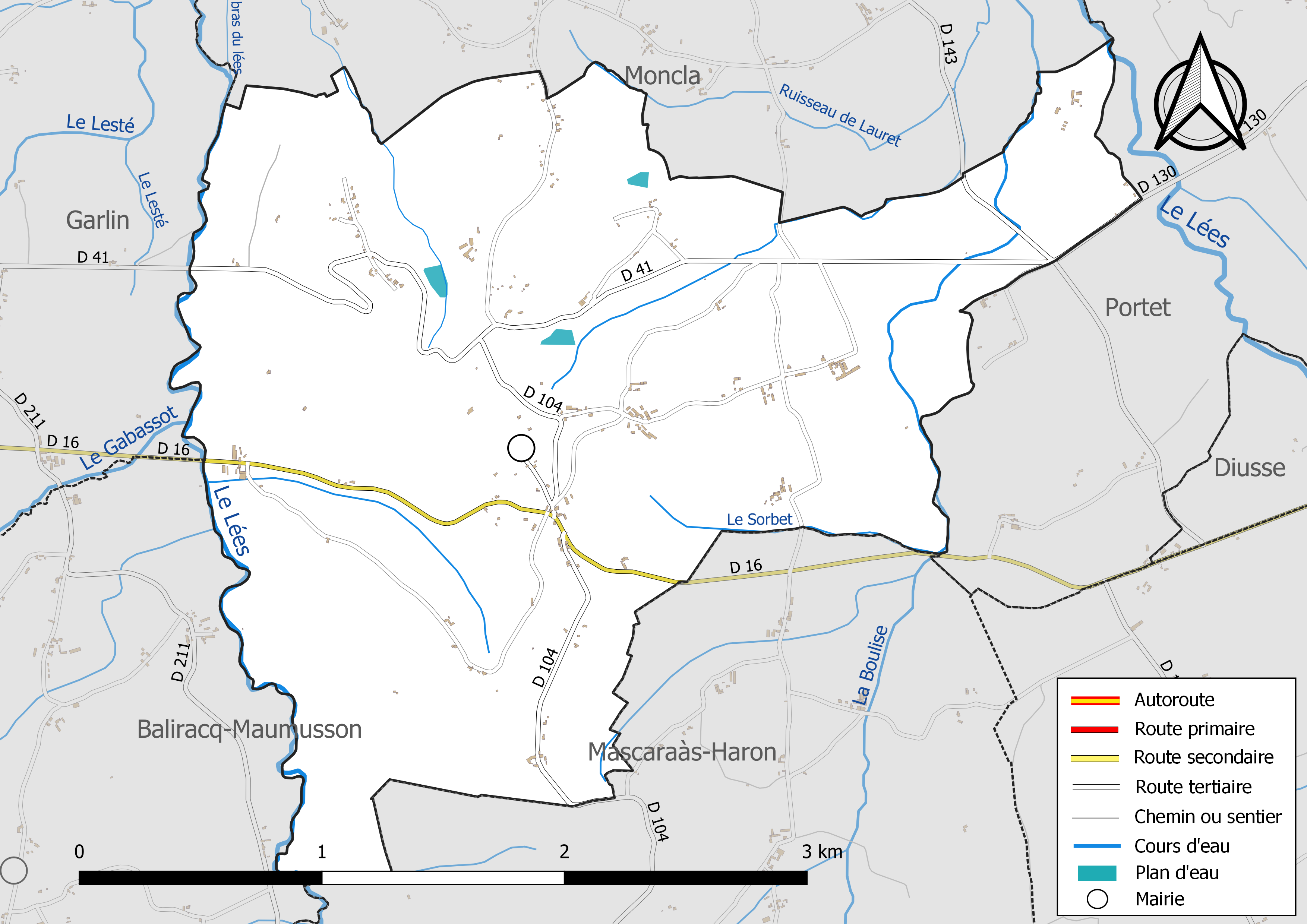
Réseaux hydrographique et routier de Castetpugon.

La commune est drainée par le Léès, le Léez, la Boulise, le Sorbet, le ruisseau de Lauret, et par divers petits cours d'eau, constituant un réseau hydrographique de 9 km de longueur totale,.
Le Léès, d'une longueur totale de 39 km, prend sa source dans la commune de Sedzère et s'écoule du sud vers le nord. Il longe le territoire communal sur son côté ouest et en constitue la limite séparative avec Baliracq-Maumusson et Garlin, puis se jette dans le Léez à Lannux, après avoir traversé 21 communes.
Le Léez, d'une longueur totale de 56 km, prend sa source dans la commune de Gardères et s'écoule du sud vers le nord. Il longe la commune sur une très petite section en limite extrême nord-est du territoire communal et se jette dans l'Adour à Barcelonne-du-Gers, après avoir traversé 31 communes.

### Climat
Pour des articles plus généraux, voir Climat de la Nouvelle-Aquitaine et Climat des Pyrénées-Atlantiques.
Historiquement, la commune est exposée à un climat océanique aquitain.  
En 2020, Météo-France publie une typologie des climats de la France métropolitaine dans laquelle la commune est dans une zone de transition entre le climat océanique et le climat océanique altéré et est dans la région climatique Aquitaine, Gascogne, caractérisée par une pluviométrie abondante au printemps, modérée en automne, un faible ensoleillement au printemps, un été chaud (19,5 °C), des vents faibles, des brouillards fréquents en automne et en hiver et des orages fréquents en été (15 à 20 jours).
Pour la période 1971-2000, la température annuelle moyenne est de 13,4 °C, avec une amplitude thermique annuelle de 14,4 °C. Le cumul annuel moyen de précipitations est de 1 084 mm, avec 11,6 jours de précipitations en janvier et 7,6 jours en juillet. Pour la période 1991-2020, la température moyenne annuelle observée sur la station météorologique la plus proche, située sur la commune de Mont-Disse à 6 km à vol d'oiseau, est de 13,9 °C et le cumul annuel moyen de précipitations est de 1 010,8 mm,. Pour l'avenir, les paramètres climatiques de la commune estimés pour 2050 selon différents scénarios d’émission de gaz à effet de serre sont consultables sur un site dédié publié par Météo-France en novembre 2022.

### Milieux naturels et biodiversité

#### Espaces protégés
La protection réglementaire est le mode d’intervention le plus fort pour préserver des espaces naturels remarquables et leur biodiversité associée,.
Un  espace protégé est présent sur la commune : 
le « coteau de Garlin », un terrain acquis (ou assimilé) par un conservatoire d'espaces naturels,, d'une superficie de 20,6 ha.

#### Réseau Natura 2000
Le réseau Natura 2000 est un réseau écologique européen de sites naturels d'intérêt écologique élaboré à partir des Directives « Habitats » et « Oiseaux », constitué de zones spéciales de conservation (ZSC) et de zones de protection spéciale (ZPS).
Un site Natura 2000 a été défini sur la commune au titre de la « directive Habitats » : les « coteaux de Castetpugon, de Cadillon et de Lembeye », d'une superficie de 220 ha, présentant des pelouses calcaires riches en orchidées et autres plantes rares régionalement, globalement bien conservées,.

#### Zones naturelles d'intérêt écologique, faunistique et floristique
L’inventaire des zones naturelles d'intérêt écologique, faunistique et floristique (ZNIEFF) a pour objectif de réaliser une couverture des zones les plus intéressantes sur le plan écologique, essentiellement dans la perspective d’améliorer la connaissance du patrimoine naturel national et de fournir aux différents décideurs un outil d’aide à la prise en compte de l’environnement dans l’aménagement du territoire. 
Une ZNIEFF de type 1 est recensée sur la commune, : 
les « pelouses à orchidées de Burosse-Mendousse, Castetpugon, Cadillon et Castillon » (86,99 ha), couvrant 6 communes du département et une ZNIEFF de type 2,, : 
les « coteaux calcaires du Béarn » (461,36 ha), couvrant 20 communes du département.

## Urbanisme

### Typologie
Au 1er janvier 2024, Castetpugon est catégorisée commune rurale à habitat très dispersé, selon la nouvelle grille communale de densité à sept niveaux définie par l'Insee en 2022.
Elle est située hors unité urbaine. Par ailleurs la commune fait partie de l'aire d'attraction de Pau, dont elle est une commune de la couronne,. Cette aire, qui regroupe 227 communes, est catégorisée dans les aires de 200 000 à moins de 700 000 habitants,.

### Occupation des sols

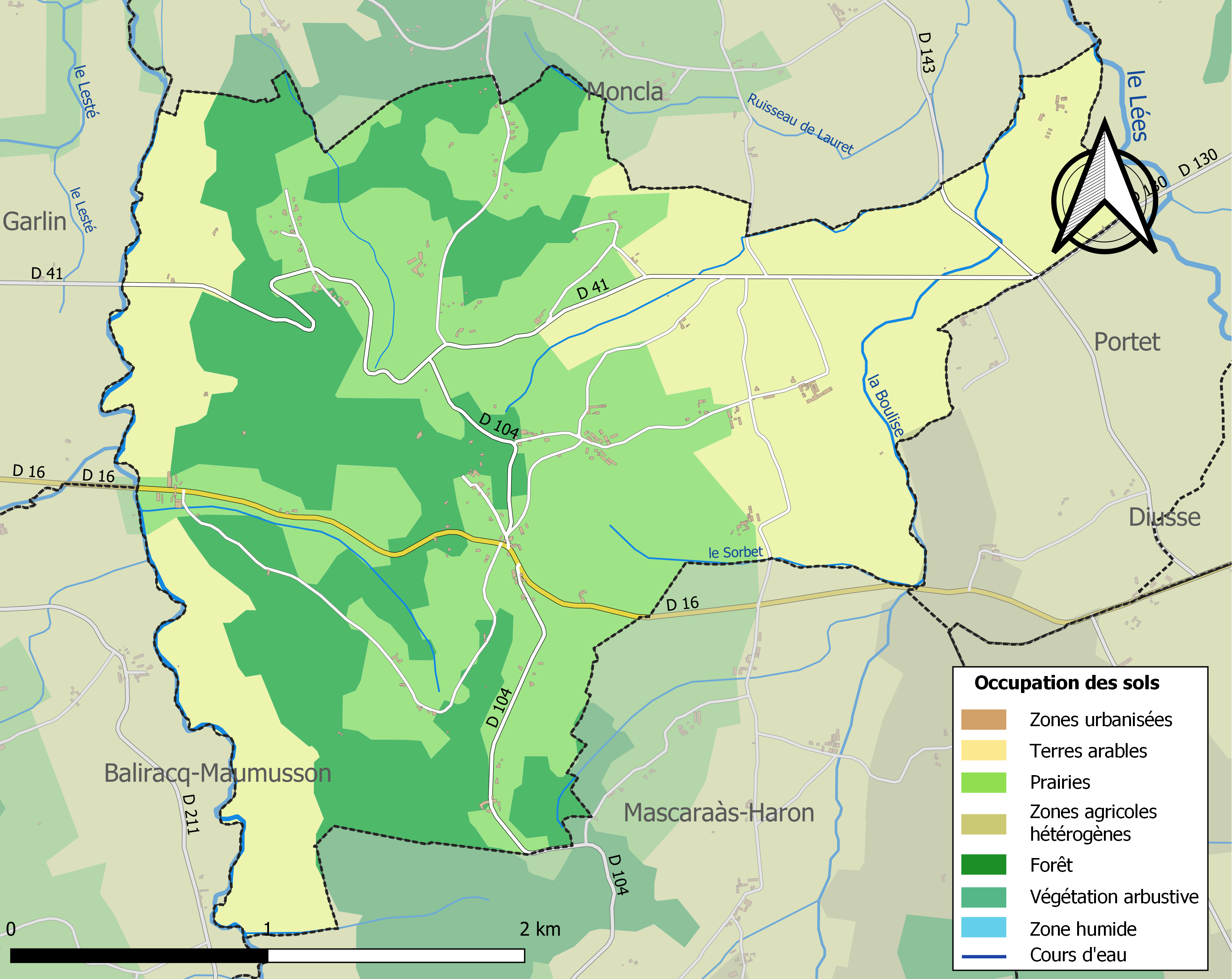
Carte des infrastructures et de l'occupation des sols de la commune en 2018 (CLC).

L'occupation des sols de la commune, telle qu'elle ressort de la base de données européenne d’occupation biophysique des sols Corine Land Cover (CLC), est marquée par l'importance des territoires agricoles (72,3 % en 2018), une proportion identique à celle de 1990 (72,3 %). La répartition détaillée en 2018 est la suivante : 
terres arables (37,3 %), prairies (35 %), forêts (27,7 %), zones agricoles hétérogènes (0,1 %). L'évolution de l’occupation des sols de la commune et de ses infrastructures peut être observée sur les différentes représentations cartographiques du territoire : la carte de Cassini (XVIIIe siècle), la carte d'état-major (1820-1866) et les cartes ou photos aériennes de l'IGN pour la période actuelle (1950 à aujourd'hui).

### Lieux-dits et hameaux
- Angaïs ;
- Bernadets ;
- Camaü ;
- Mounicat ;
- Sorbé.

### Voies de communication et transports
La commune est desservie par les routes départementales 16 et 41.

### Risques majeurs
Le territoire de la commune de Castetpugon est vulnérable à différents aléas naturels : météorologiques (tempête, orage, neige, grand froid, canicule ou sécheresse), inondations et séisme (sismicité modérée). Un site publié par le BRGM permet d'évaluer simplement et rapidement les risques d'un bien localisé soit par son adresse soit par le numéro de sa parcelle.
Certaines parties du territoire communal sont susceptibles d’être affectées par le risque d’inondation par une crue à  débordement lent de cours d'eau, notamment le Léez, le Léès et le Gabassot. La commune a été reconnue en état de catastrophe naturelle au titre des dommages causés par les inondations et coulées de boue survenues en 1982, 2009 et 2018,.

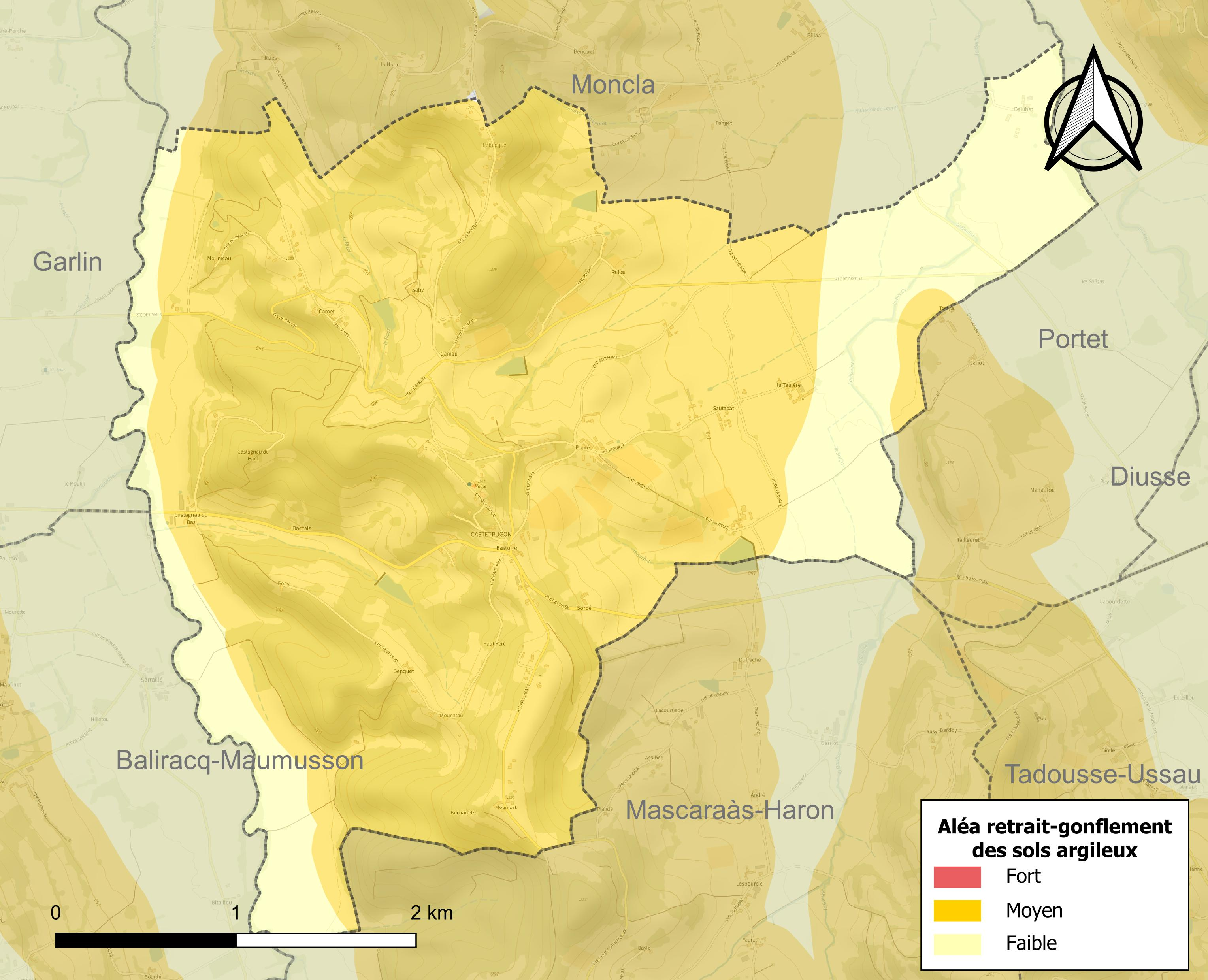
Carte des zones d'aléa retrait-gonflement des sols argileux de Castetpugon.

Le retrait-gonflement des sols argileux est susceptible d'engendrer des dommages importants aux bâtiments en cas d’alternance de périodes de sécheresse et de pluie. 80,5 % de la superficie communale est en aléa moyen ou fort (59 % au niveau départemental et 48,5 % au niveau national). Depuis le 1er octobre 2020, en application de la loi ELAN, différentes contraintes s'imposent aux vendeurs, maîtres d'ouvrages ou constructeurs de biens situés dans une zone classée en aléa moyen ou fort,.

## Toponymie
Le toponyme Castetpugon apparaît sous les formes 
Casteg-Pugoo (1277, cartulaire d'Ossau), 
Castrum Pulgor (1286, titres de Béarn), 
Casteg-Pugo (XIIIe siècle, fors de Béarn), 
Castrum Pengon (1340, rôles gascons), 
Castegpungoo (1376, montre militaire de Béarn), 
Castetpuguon (1538, réformation de Béarn) et 
Nostre-Dame de Castetpugon (1776, terrier de Castetpugon).
Angaïs, mentionné en 1863 dans le dictionnaire topographique Béarn-Pays basque est orthographié Angays en 1776 (dénombrement de Castetpugon).

## Histoire
Paul Raymond note que la commune comptait une abbaye laïque, et que le fief de Castetpugon était vassal de la vicomté de Béarn. 
En 1385, on y comptait sept feux et la commune dépendait du bailliage de Lembeye.

## Politique et administration
| Date d'élection                                            | Identité       | Qualité |
| ---------------------------------------------------------- | -------------- | ------- |
| Les données antérieures à 1995 ne sont pas encore connues. |                |         |
| 1995                                                       | Pierre Guiret  |         |
| 2001                                                       | Jean Cassagnau |         |
| 2008                                                       | Jean Cassagnau |         |

### Intercommunalité
Castetpugon fait partie de six structures intercommunales :
- la communauté de communes des Luys en Béarn ;
- le SIVU de la voirie de la région de Garlin ;
- le SIVU du Lées et affluents ;
- le syndicat d'énergie des Pyrénées-Atlantiques ;
- le syndicat intercommunal d'alimentation en eau potable Luy - Gabas - Lées ;
- le syndicat intercommunal des cinq rivières.

## Population et société

### Démographie
L'évolution du nombre d'habitants est connue à travers les recensements de la population effectués dans la commune depuis 1793. Pour les communes de moins de 10 000 habitants, une enquête de recensement portant sur toute la population est réalisée tous les cinq ans, les populations de référence des années intermédiaires étant quant à elles estimées par interpolation ou extrapolation. Pour la commune, le premier recensement exhaustif entrant dans le cadre du nouveau dispositif a été réalisé en 2005.

En 2022, la commune comptait 213 habitants, en évolution de +1,43 % par rapport à 2016 (Pyrénées-Atlantiques : +3,78 %, France hors Mayotte : +2,11 %).
| 1793 | 1800 | 1806 | 1821 | 1831 | 1836 | 1841 | 1846 | 1851 |
| ---- | ---- | ---- | ---- | ---- | ---- | ---- | ---- | ---- |
| 384  | 414  | 428  | 408  | 442  | 476  | 461  | 476  | 473  |

| 1856 | 1861 | 1866 | 1872 | 1876 | 1881 | 1886 | 1891 | 1896 |
| ---- | ---- | ---- | ---- | ---- | ---- | ---- | ---- | ---- |
| 445  | 447  | 402  | 380  | 362  | 356  | 349  | 314  | 300  |

| 1901 | 1906 | 1911 | 1921 | 1926 | 1931 | 1936 | 1946 | 1954 |
| ---- | ---- | ---- | ---- | ---- | ---- | ---- | ---- | ---- |
| 291  | 298  | 289  | 258  | 230  | 224  | 214  | 204  | 174  |

| 1962 | 1968 | 1975 | 1982 | 1990 | 1999 | 2005 | 2006 | 2010 |
| ---- | ---- | ---- | ---- | ---- | ---- | ---- | ---- | ---- |
| 160  | 173  | 190  | 156  | 159  | 170  | 171  | 174  | 182  |

| 2015 | 2020 | 2022 | - | - | - | - | - | - |
| ---- | ---- | ---- | - | - | - | - | - | - |
| 205  | 209  | 213  | - | - | - | - | - | - |

## Économie
La commune fait partie des zones d'appellation d'origine contrôlée (AOC) du madiran, du pacherenc-du-vic-bilh et du béarn.

## Culture locale et patrimoine

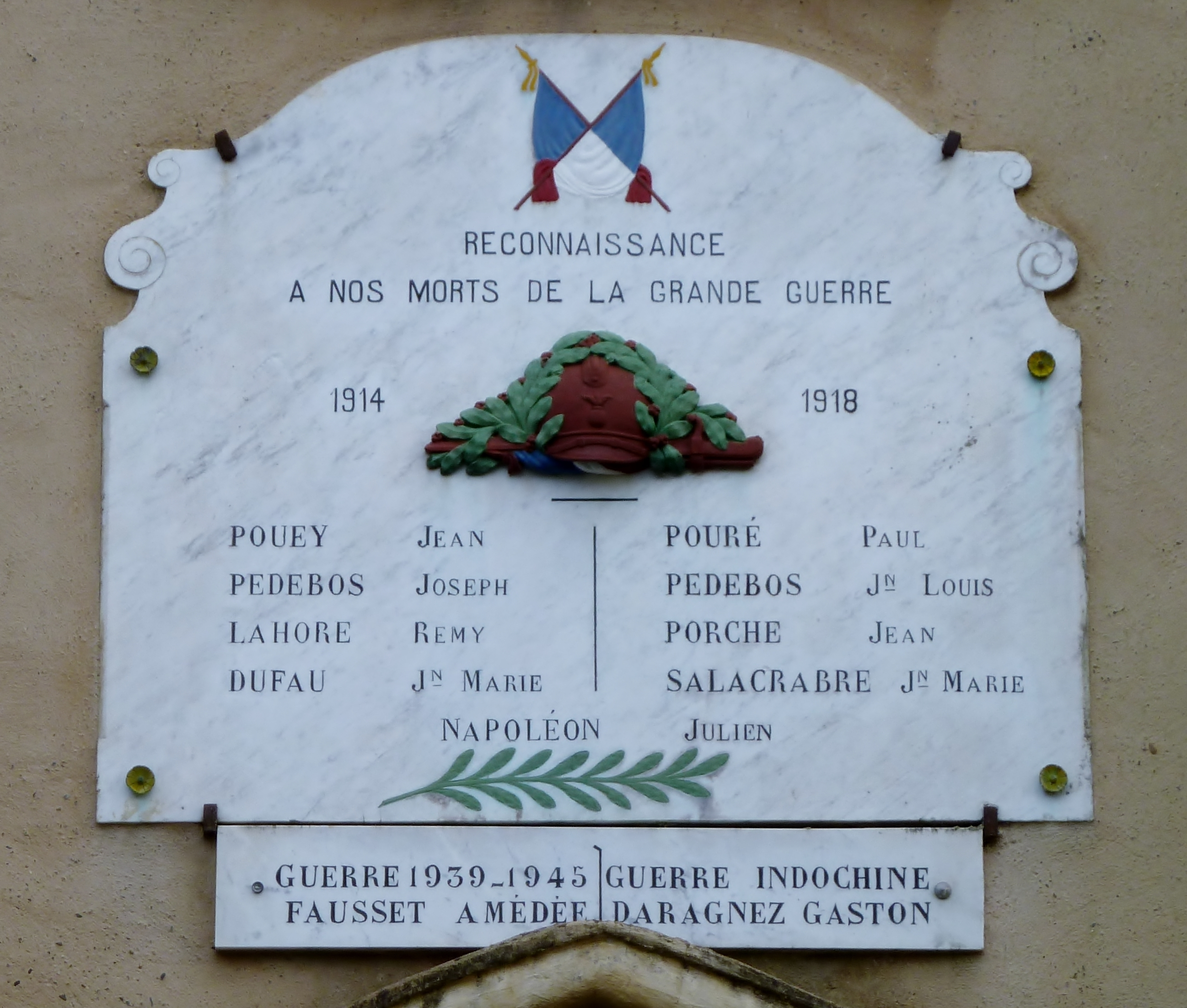
Le monument aux morts.
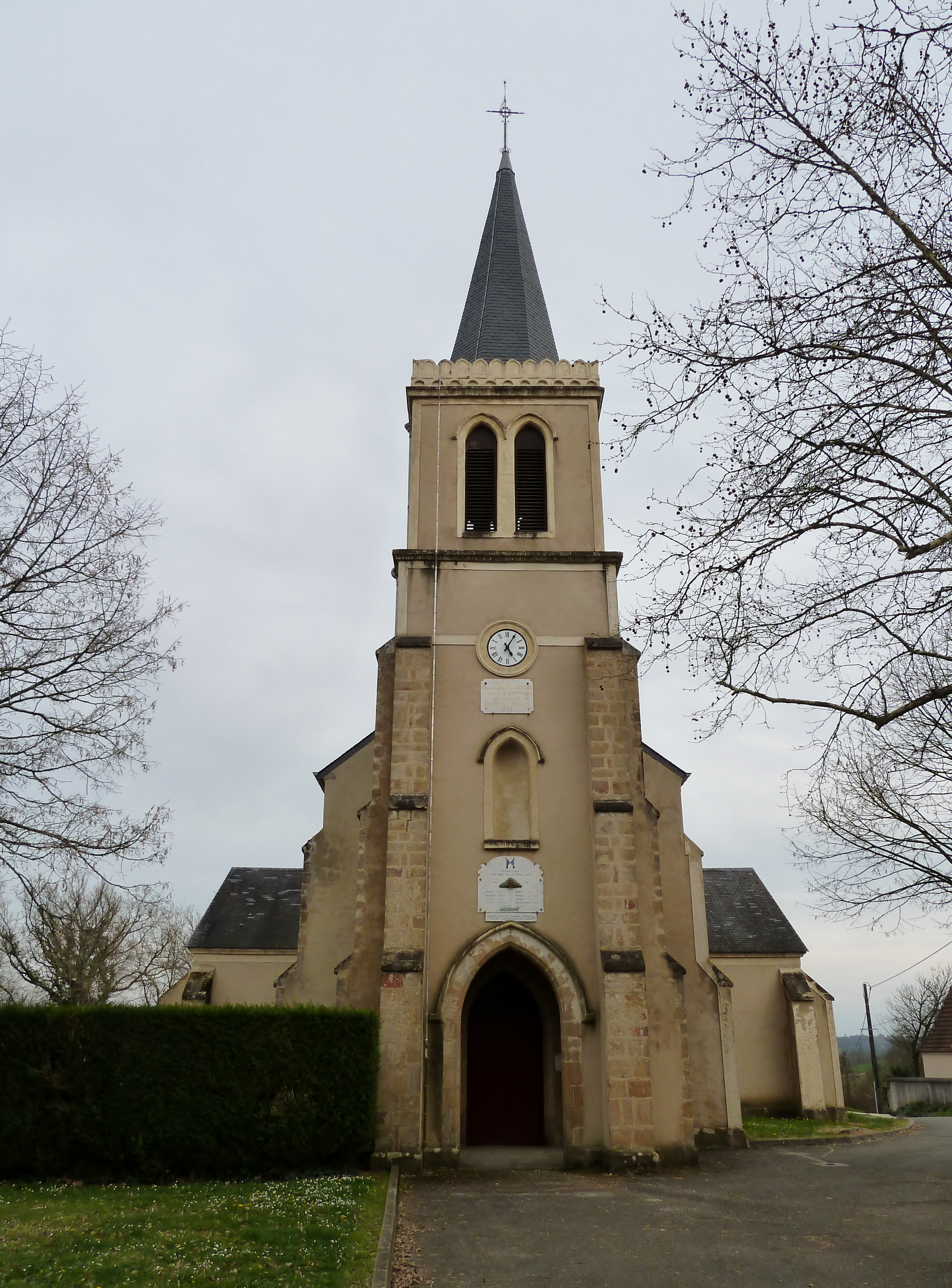
L'église Notre-Dame-de-l'Assomption.

### Patrimoine civil
On peut voir sur la commune les vestiges d'un ensemble fortifié (fossé, motte, basse-cour) datant de la protohistoire.
Castetpugon possède un château qui date des XVIIIe et XIXe siècles.
La commune présente un ensemble de fermes et maisons datant des XVIIe, XVIIIe et XIXe siècles. Le presbytère fut, quant à lui, reconstruit entre 1862 et 1865.

### Patrimoine religieux
L'église Notre-Dame-de-l'Assomption date du XIXe siècle. Elle recèle, outre un orgue du XIXe siècle dont le facteur reste inconnu et son buffet, du mobilier, des tableaux, des statues et des objets inscrits à l'inventaire général du patrimoine culturel.

## Pour approfondir